# 福岡県道565号大門有田線
福岡県道565号大門有田線（ふくおかけんどう565ごう だいもんありたせん）は、福岡県糸島市を通る一般県道である。

## 概要
糸島市大門から糸島市有田に至る。

### 路線データ
- 起点：福岡県糸島市大門（染井交差点、福岡県道56号福岡早良大野城線交点）
- 終点：福岡県糸島市有田（有田入口交差点、福岡県道564号雷山前原線交点）

## 歴史
- 1959年（昭和34年）4月1日 - 福岡県告示第232号により、県道大門有田線として路線認定される（当時の整理番号は269）[1]
- 2021年（令和3年）9月3日 - 福岡県告示第781号により、福岡県道564号雷山前原線の三坂交差点 - 有田中央交差点間の旧道の県道指定が解除されたことに伴い、終点が有田交差点から有田入口交差点に短縮される[2]。

## 路線状況

### 道路施設

#### 橋梁
- 天神橋（川原川、糸島市）
- 柳橋（瑞梅寺川、糸島市）
- 平原橋（雷山川、糸島市）

## 地理

### 通過する自治体
- 福岡県
  - 糸島市

### 交差する道路
| 交差する道路                 | 交差する場所 | 交差する場所          |
| ---------------------------- | ------------ | --------------------- |
| 福岡県道56号福岡早良大野城線 | 大門         | 染井交差点 / 起点     |
| 福岡県道563号瑞梅寺池田線    | 井田         | 井田交差点            |
| 福岡県道564号雷山前原線      | 有田         | 有田入口交差点 / 終点 |

### 沿線
- 糸島市立前原東中学校